# Lygrus rubrus
Lygrus rubrus là một loài bọ cánh cứng trong họ Cerambycidae.